# Joseph Campbell
Joseph John Campbell (White Plains, 26 marzo 1904 – Honolulu, 30 ottobre 1987) è stato un saggista e storico delle religioni statunitense.

## Biografia
Nato a White Plains (New York), in una famiglia benestante d'origine irlandese e cattolica, era il primogenito dei due figli nati da Charles Campbell, commerciante, e da Josephine Lynch: la sorella di Joseph, Alice, nacque nel 1907. La famiglia si trasferì nel 1913 a New Rochelle, dove, nel 1919, a causa di un incendio sviluppatosi in casa, morì la nonna. Studiò alla Columbia University, appassionandosi alla storia e alla cultura dei nativi americani. Viaggiò con altri studenti in California, Messico, Guatemala, Nicaragua, Panama e Cuba, quindi, dopo la laurea, si perfezionò in Germania, studiando sanscrito e Filologia indoeuropea presso l'Università Ludwig Maximilian di Monaco. Nel 1929 tornò negli Stati Uniti d'America e cominciò a insegnare a Canterbury, quindi poco dopo al Sarah Lawrence College, a Yonkers, dove continuò a insegnare fino al 1972.
Nel 1938 aveva sposato la coreografa Jean Erdman. Per Campbell fu importante l'incontro con Jiddu Krishnamurti, avvenuto durante il suo viaggio europeo, ma anche l'amicizia con John Steinbeck e con Edward Ricketts, nate durante un viaggio in California, e con Heinrich Zimmer (di cui curò l'edizione di alcune opere), oltre alle letture di Carl Gustav Jung e, soprattutto all'inizio, quando pensava di scrivere opere di finzione, Robinson Jeffers, James Joyce o Thomas Mann. Altri autori citati nelle sue ricerche sono Arthur Schopenhauer, Friedrich Nietzsche, Sinclair Lewis, Leo Frobenius, l'etnologo tedesco Adolf Ellegard Jensen (1899-1965), gli psicologi Abraham Maslow e Stanislav Grof e l'anonimo autore del Libro tibetano dei morti.
Nel 1985 fu insignito dal National Arts Club con una medaglia d'oro per il valore letterario. Morì nel 1987 e l'anno successivo una trasmissione di sei ore, curata da Bill Moyers, con una lunga intervista per la PBS lo rese ancora più celebre; il testo fu pubblicato nel volume The Power of Myth.

## Idee e temi
La sua riflessione è stata indirizzata alla ricerca di connessioni tra lo studio della mitologia comparata e la psicologia analitica. Si è ispirato a Jung, che aveva riscontrato la presenza di figure archetipiche nell'inconscio collettivo. Questi archetipi condividono la struttura della maggior parte dei miti di tutte le culture del mondo.
Dietro il mito Campbell ha individuato quattro funzioni:
- metafisica (che risveglia un senso di meraviglia davanti al mistero dell'essere)
- cosmologica (che espande la forma dell'universo)
- sociologica (che conferma e sostiene l'ordine sociale esistente)
- pedagogica (che guida l'individuo attraverso i vari stadi di passaggio della propria vita)

Questa struttura può essere, ad esempio, quella del "mito dell'eroe", presente in varie culture (L'eroe dai mille volti, è il titolo di uno dei suoi contributi teorici più importanti).
La vita dell'Eroe, a grandi linee, passa quasi sempre da questi stadi: 
- nascita misteriosa;
- relazione complicata col padre (orfano, padre cattivo, ecc.),
- ritiro dalla società, apprendimento di una lezione (molte volte aiutato da una guida soprannaturale),
- ritorno alla società e riporto dei suoi apprendimenti in quella società, molte volte grazie ad un'arma che solo lui/lei può usare (nelle mitologie occidentali recenti si tratta piuttosto di un lui - questo potrebbe interessare il movimento femminista).[senza fonte]

La sua opera principale, in quattro volumi, Le maschere di Dio (The Masks of God, 1959-68) rappresenta una sintesi critica della mitologia mondiale, tramite un approfondimento dei "temi comuni" che attraversano le più diverse produzioni mitologiche. Si tratta di un'opera enciclopedica per la trattazione espositiva e l'ampiezza delle fonti, e al contempo particolarmente sofisticata nell'analisi teoretica. L'opera si struttura in quattro parti: Mitologia Primitiva; Mitologia Orientale; Mitologia Occidentale; Mitologia Creativa. La prima si riferisce alle culture primitive e ai più antichi miti della creazione; la seconda ai miti e alle leggende asiatiche; la terza a quelle della tradizione occidentale (greche, romane ecc.); la quarta alla produzione "mitopoietica" della cultura letteraria e artistica moderna e contemporanea. Tra le figure dell'eroe rientrano Gesù Cristo, Gautama Buddha, Horus, Quetzalcoatl, Ercole, Marduk, Mitra e Krishna. Oltre all'archetipo dell'eroe, è presente quello della Grande Madre o della Dea Terra, che è la madre dell'eroe, per lui simboleggia la riproduzione e la fertilità. Tra i personaggi che rientrano in questa figura sono la Vergine Maria, Iside, Guanyin e Cibele. Questo archetipo si sarebbe sviluppato nelle società agricole. Il nemico dell'eroe viene identificato con l'archetipo dell'Ombra, che altro non sarebbe che il Diavolo, e che simboleggia le sfide e i tormenti che l'eroe affronta per raggiungere la sua meta. Secondo Joseph Campbell, il matrimonio è il più grande atto spirituale, che lui lo paragona all'idea del Tao cinese, in la luce e l'oscurità, il maschile e il femminile, lo yin e lo yang, si intrecciano e i due sposi diventano una cosa sola.

## Influenze
George Lucas è stato il primo regista di Hollywood a subire l'influenza di Campbell. Lucas ha dichiarato, dopo l'uscita del primo film Guerre Stellari (Star Wars) nel 1977, che la sua storia è stata ispirata, in parte, da idee descritte in L'eroe dai mille volti e altre opere di Campbell. Il collegamento tra Star Wars e Campbell è stato ulteriormente rafforzato quando in successive ristampe del libro di Campbell è stata usata l'immagine di Mark Hamill come Luke Skywalker nella copertina.

## Opere
- A Skeleton Key to Finnegans Wake, con Henry Morton Robinson, 1944
- The Hero with a Thousand Faces, 1949
- The Portable Arabian Nights, a cura di, 1951
- The Masks of God, 4 voll., 1962-68
- The Flight of the Wild Gander: Explorations in the Mythological Dimension, 1968
- The Portable Jung, a cura di, 1971
- Myths to Live By, 1972
- The Mythic Image, 1974
- Historical Atlas of World Mythology, 2 voll., 1983-87
- The Inner Reaches of Outer Space: Metaphor As Myth and As Religion, 1986; 2002
- The Power of Myth, a cura di Bill Moyers e Betty Sue Flowers, 1988
- An Open Life: Joseph Campbell in Conversation with Michael Toms, a cura di John Maher e Dennie Briggs, 1989
- Transformations of Myth Through Time, 1990
- The Hero's Journey: Joseph Campbell on His Life and Work, a cura di Phil Cousineau, 1990
- Mythic Worlds, Modern Words: On the Art of James Joyce, a cura di Edmund L. Epstein, 1993
- The Mythic Dimension: Selected Essays (1959–1987), a cura di Anthony Van Couvering, 1993
- Baksheesh & Brahman: Indian Journals (1954–1955), a cura di Robin e Stephen Larsen e Anthony Van Couvering, 1995
- Thou Art That: Transforming Religious Metaphor, a cura di Eugene Kennedy, 2001
- Sake & Satori: Asian Journals - Japan, a cura di David Kudler, 2002
- Myths of Light: Eastern Metaphors of the Eternal, a cura di David Kudler, 2003
- Pathways to Bliss: Mythology and Personal Transformation, a cura di David Kudler, 2004
- Mythic Imagination: Collected Short Fiction of Joseph Campbell, 2012
- Goddesses: Mysteries of the Feminine Divine, a cura di Safron Rossi, 2013
- Collected Works of Joseph Campbell, 2001-

### Traduzioni italiane
- L'eroe dai mille volti, trad. Franca Piazza, Milano: Feltrinelli, 1958; 1984 ISBN 8807080184; Parma: Guanda, 2000 ISBN 8882461955; 2007 ISBN 9788882461959; Torino: Lindau, 2012 ISBN 9788867080236; Torino: Lindau, seconda edizione 2012 ISBN 9788867084524
- Le maschere di Dio. Introduzione alle mitologie primitive, trad. Gian Luigi Bravo, Milano: Bompiani, 1962
- Il potere del mito. Intervista di Bill Moyers, a cura di Betty Sue Flowers, trad. Agnese Grieco e Vittorio Lingiardi, Parma: Guanda, 1988; 1990 ISBN 8877464542; 2004 ISBN 8882466310; Milano: TEA, 1994 ISBN 8878195812; 2000 ISBN 8878188425; Vicenza: Neri Pozza, 2012 ISBN 9788854505155
- Miti per vivere. Sulla terra e sulla luna, in guerra, in pace, in amore, trad. Emma Manzoni, Como: Red, 1990 ISBN 8830409820; a cura di Claudio Risé, Milano: Mondadori, 1996 ISBN 8804413026
- Mitologia primitiva, trad. Claudio Lamparelli, Milano: Mondadori, 1990 ISBN 8804340886; 2000 ISBN 8804404795
- Le figure del mito. Un grande itinerario illustrato nelle immagini mitologiche di ogni tempo e paese, Como: Red, 1991 ISBN 887031751X; 2002
- Mitologia orientale, trad. Claudio Lamparelli, Milano: Mondadori, 1991 ISBN 8804343265
- Mitologia creativa. Le maschere di Dio, 2 voll., trad. Claudio Lamparelli, Milano: Mondadori, 1991 ISBN 880435898X ISBN 8804366915
- Mitologia occidentale, trad. Claudio Lamparelli, Milano: Mondadori, 1992 ISBN 8804356332
- Le distese interiori del cosmo. La metafora nel mito e nella religione, trad. Andrea Di Gregorio, Parma: Guanda, 1992 ISBN 8877465719; Milano: TEA, 1996 ISBN 8878180262; 2003 ISBN 8850204086
- Joseph Campbell, Riane Eisler, Marija Gimbutas, Charles Musès, I nomi della dea, a cura di Joseph Campbell e Charles Musès,  trad. Cristiana Maria Carbone, Roma: Astrolabio-Ubaldini, 1992 ISBN 8834010779
- Tra Oriente e Occidente. Arte, miti e religioni a confronto, trad. Emma Manzoni, Como: Red, 1993 ISBN 8870317587; Milano: Mondadori, 1996 ISBN 8804409304
- Il volo dell'anitra selvatica. Esplorazioni nella dimensione del mito, trad. Alessandro Ceni Tozzi, Milano: Mondadori, 1994 ISBN 8804370505
- Il racconto del mito, trad. Paola Conversano, Milano: Mondadori, 1995 ISBN 8804400846
- Joseph Campbell, Mircea Eliade, Gershom Scholem, Iniziazione e rinnovamento. I miti di rigenerazione spirituale nelle grandi tradizioni religiose, trad. Rolando Galluppi e Mariella Citterio, Como: Red, 1996 ISBN 8870317870
- Riflessione sull'arte di vivere, a cura di Diane K. Osbon, trad. Aldo Magagnino, Parma: Guanda, 1998 ISBN 8882461149; Milano: TEA, 2003 ISBN 8850202970
- Mito e modernità, Milano: Red, 2007 ISBN 9788874475728
- Miti di luce. Metafore dell'eterno in Oriente, Torino: Lindau, 2009 ISBN 9788871807867
- Percorsi di felicità. Mitologia e trasformazione personale, a cura di David Kudler, Milano: Raffaello Cortina, 2012 ISBN 9788860305510